# Alica
Az Alica női név az Alice szlovák, horvát, szerb és szlovén alakja.

## Rokon nevek
Adelheid, Alexa, Alexandra, Alexandrin, Alexandrina, Alicia, Alícia, Alisa, Aliz, Alíz, Aliza, Alízia

## Gyakorisága
Az újszülötteknek az 1990-es években nem lehetett anyakönyvezni. A 2000-es és a 2010-es években sem szerepelt a 100 leggyakrabban adott női név között.
A teljes népességre vonatkozóan az Alica sem a 2000-es, sem a 2010-es években nem szerepelt a 100 leggyakrabban viselt női név között.

## Névnapok
június 29., augusztus 24.